# Broder Andrew
Andrew van der Bijl (nederländska: Anne van der Bijl), mer känd som "Broder Andrew", född 11 maj 1928 i Sint Pancras i Noord-Holland, död 27 september 2022 i Harderwijk i Gelderland, var en nederländsk författare och kristen missionär. Han blev känd för att under kalla kriget ha smugglat in stora mängder biblar och kristen litteratur till kommunistiska diktaturer, samt som grundare av missionsorganisationen Open Doors. Hans bok "Guds Smugglare" har sedan 1968 getts ut i Sverige i ett tiotal utgåvor, den senaste 2018.